# Caesalpinia millettii
Caesalpinia millettii är en ärtväxtart som beskrevs av William Jackson Hooker och George Arnott Walker Arnott. Caesalpinia millettii ingår i släktet Caesalpinia och familjen ärtväxter. Inga underarter finns listade i Catalogue of Life.